# KJots
KJots は KDE 用の自由ソフトウェアであり、シンプルなアウトラインプロセッサである。KDE 3では kdepim に含まれていたが、KDE 4で kdeutils に含まれるようになった。

## 機能
情報をまとめるために基本的な木構造を利用しており、内部ノードを「ブック」、葉ノードを「ページ」と呼んでいる。KJots には目次を表示するブックビューとすべてのエントリーに対するビューモードが含まれている。しかし、行折り返しや、やり直し機能はない。